# Miguel Galvão Teles
Miguel António Monteiro Galvão Teles GCC • GCIH (Porto, Foz do Douro, 4 de outubro de 1939 — Lisboa, 23 de janeiro de 2015) foi um advogado português.

## Biografia
Filho do professor Inocêncio Galvão Teles e de sua mulher Isabel Maria de Mendonça Monteiro, irmão mais velho de Luís Galvão Teles e meio-primo-tio em primeiro grau e primo em segundo grau do general Carlos Galvão de Melo.
Licenciou-se pela Faculdade de Direito da Universidade de Lisboa (recebendo o Prémio Gulbenkian de Ciências Político-Económicas, em 1959), e concluiu o mestrado em Ciências Histórico-Jurídicas (Prémio Gulbenkian de Ciências Histórico-Jurídicas, em 1961). O seu nome encontra-se na lista de colaboradores da revista académica Quadrante  (1958-1962). Assistente da Faculdade de Direito de Lisboa, a partir de 1963, seria encarregado da regência de Direito Constitucional, entre 1968 e 1973, e, novamente, entre 1976 e 1978.
Foi um notável advogado. Juntamente com Jorge Sampaio e Júlio Castro Caldas ingressou numa sociedade fundada por José Vera Jardim, Jorge Santos e José Macedo e Cunha (atual Jardim, Sampaio, Caldas & Associados). A seguir, na década de 1980, criou a Miguel Galvão Teles, João Soares da Silva & Associados, que em 2004, num processo de fusão, deu origem à Morais Leitão, Galvão Teles, Soares da Silva & Associados.
Membro e dirigente da Juventude Universitária Católica, mais tarde filiado no Partido Socialista, que abandonou para ajudar na fundação do Partido Renovador Democrático, Miguel Galvão Teles integrou o Conselho de Estado, por nomeação do Presidente da República Ramalho Eanes, entre 1982 e 1986.
Foi, ainda, presidente da Assembleia-Geral do Sporting Clube de Portugal, entre 1994 e 2006.

### Condecorações
- A 19 de Abril de 1986 foi agraciado com a Grã-Cruz da Ordem do Infante D. Henrique.[3]
- A 9 de Junho de 2004 foi agraciado com a Grã-Cruz da Ordem Militar de Cristo.[3]